# Dysbakterie
Dysbakterie (aus dem lat. bacillum/bacteria: Stäbchen, Stöckchen, Stock und gr. dys: Bestimmungswort für „fehlerhaft, schlecht, gestört“) bezeichnet einen Krankheitsprozess, der durch eine qualitativ oder quantitativ von der Norm abweichende Bakterienflora im Darm oder Mund-Rachen-Raum ausgelöst wird. Eine Störung nur der Darmflora wird auch als Dysbiose bezeichnet. Dabei kommt es zur vermehrten Bildung von Gärungs- und Fäulnisprodukten. Ursächlich wird die Störung des natürlichen, vom pH-Wert des jeweiligen Darmabschnittes abhängigen Antagonismus zwischen Gärungs- und Fäulnisbakterien betrachtet. Hauptvertreter der Gärungsbakterien im Dickdarm sind Escherichia coli und von den Fäulnisbakterien Proteus vulgaris und Pseudomonas pyocyanea.
Ein nicht krankheitsrelevantes, ungestörtes Gleichgewicht der Bakterienflora wird als Eubakterie bezeichnet.